# Лигозуло
Лигозу̀ло (на италиански: Ligosullo; на фриулски: Liussûl, Лиусул) е село в Северна Италия, община Трепо Лигозуло, провинция Удине, автономен регион Фриули-Венеция Джулия. Разположено е на 948 m надморска височина.